# Walter Weichbrodt
Walter Weichbrodt (* 18. September 1929 in Duisburg-Rheinhausen; † 7. August 2013 in Moers) war ein deutscher Karambolagespieler und mit dem Homberger BC 1957 2-facher Deutscher Mannschaftsmeister am Turnierbillard.

## Leben

### Privat
Walter Weichbrodt spielte zunächst Fußball wie sein gleichnamiger Vater, der es sogar bis in die Nationalmannschaft schaffte. Aber schnell überwog die Begeisterung für das Billardspielen, das er aber nur im Amateurbereich betrieb. Beruflich arbeitete er im Personalbereich im Stahlwerk von Krupp in Duisburg-Rheinhausen, bis er 1963 als Personalleiter zur Waggonfabrik Uerdingen wechselte, die später zur DUEWAG AG umgewandelt wurde. Er entwickelte sich zum EDV-Experten und führte im Unternehmen die ersten IT-Systeme ein. Ein besonderes Anliegen von ihm war es, die zahlreichen ausländischen Zuwanderer in dieser Zeit zu integrieren und deren Wohlbefinden zu erhöhen. Im September 1992 ging er im Alter von 63 Jahren in den wohlverdienten Ruhestand.
Mit seiner Frau Anneliese war er 60 Jahre lang verheiratet, gemeinsam hatten sie zwei Kinder. Er verstarb nur wenige Wochen nach dem Tode seiner Frau am 7. August 2013 im Alter von 83 Jahren.

### Sportkarriere
Im Alter von 28 Jahren gründete er im August 1957 mit 11 weiteren Billardspielern den Homberger Billard Club 1957. Walter Weichbrodt führte den Club zur Erreichung der deutschen Meisterschaft am Turnierbillard, Freie Partie, in den Saisons 1961/62 (in Wattenscheid mit Kajan, Jankowiak, Koch, Karrenberg, Weichbrodt) und 1963/64 (in Essen-Steele mit Kajan, Koch, Karrenberg, Weichbrodt) und zur Vizemeisterschaft im Cadre 35/2 in der Saison 1962/63 (in Braunschweig mit Kajan, Koch, Jankowiak, Karrenberg, Weichbrodt, Pregel). Walter Weichbrodt spielte im Klassement der D-Spieler. Zu den Gegnern in diesen Jahren gehörten im Klassement der A-Spieler bekannte Billard-Persönlichkeiten wie Klaus Hose (Bochum), Ernst Rudolph (Köln), Dieter Müller (Berlin), August Tiedtke (Saarbrücken), Siegfried Spielmann (Düsseldorf) oder Walter Lütgehetmann (Frankfurt). In dieser Zeit gehörte der Homberger BC 1957 zu den bekanntesten und besten Vereinen der Bundesrepublik. Die Mannschaft bestand neben Walter Weichbrodt aus den Stammspielern Günter Jankowiak, Dietmar Koch, Harald Karrenberg und Ewald Kajan. Im Jahre 1963 konnte die deutsche Meisterschaft im Einband (Sonderklasse) vom Homberger BC in der Vereinsgaststätte Toni Puk ausgerichtet werden. Von 1960 bis 1997 spielte der Club in der Landesliga Niederrhein, danach in den Landesligen des Billard-Kreises Duisburg. In den Statistiken der DBU werden deutsche Meisterschaften auf dem kleinen Tisch (Turnierbillard) als Bundesmeisterschaften geführt. In Würdigung seiner Verdienste um den deutschen Billardsport erhielt Walter Weichbrodt im März 1986 die Ehrennadel in Silber des Deutschen Billard Bundes.
In der Vereinsgeschichte des Clubs gab es viele Wechsel des Vereinslokals aufgrund der Geschäftsaufgabe des Vereinswirtes. Die Lokale waren 1957 „Hansa Eck“ (Springer), 1959 „Zur Stadt Duisburg“ (Puk, Vengels), 1967 „Haus Küppers“ (Lagodka) und „Zum Eicheneck“ (Meerkamp), „Haus Gründmann“ (de Wit, Jacobi), 1987 „Haus Winsberg“, 1990 „Zum Bügeleisen“, 1991 „Haus Rossmüller“ (Langenbrink), 1991 „Zum Deutschen Eck“ (Ehrler), 1998 wechselte Walter Weichbrodt zum Moerser Billardclub „BC Grün-Weiß-Asberg“. Dort spielte er noch bis zum Jahre 2002, bis er seine Laufbahn im Alter von 73 Jahren beendete. Der von Walter Weichbrodt gegründete Homberger Billard Club wurde kurz nach dem 50-jährigen Jubiläum im Jahre 2008 von dem einzig verblieben Gründungsmitglied und Vorstandsvorsitzenden Josef Hilger aufgelöst.

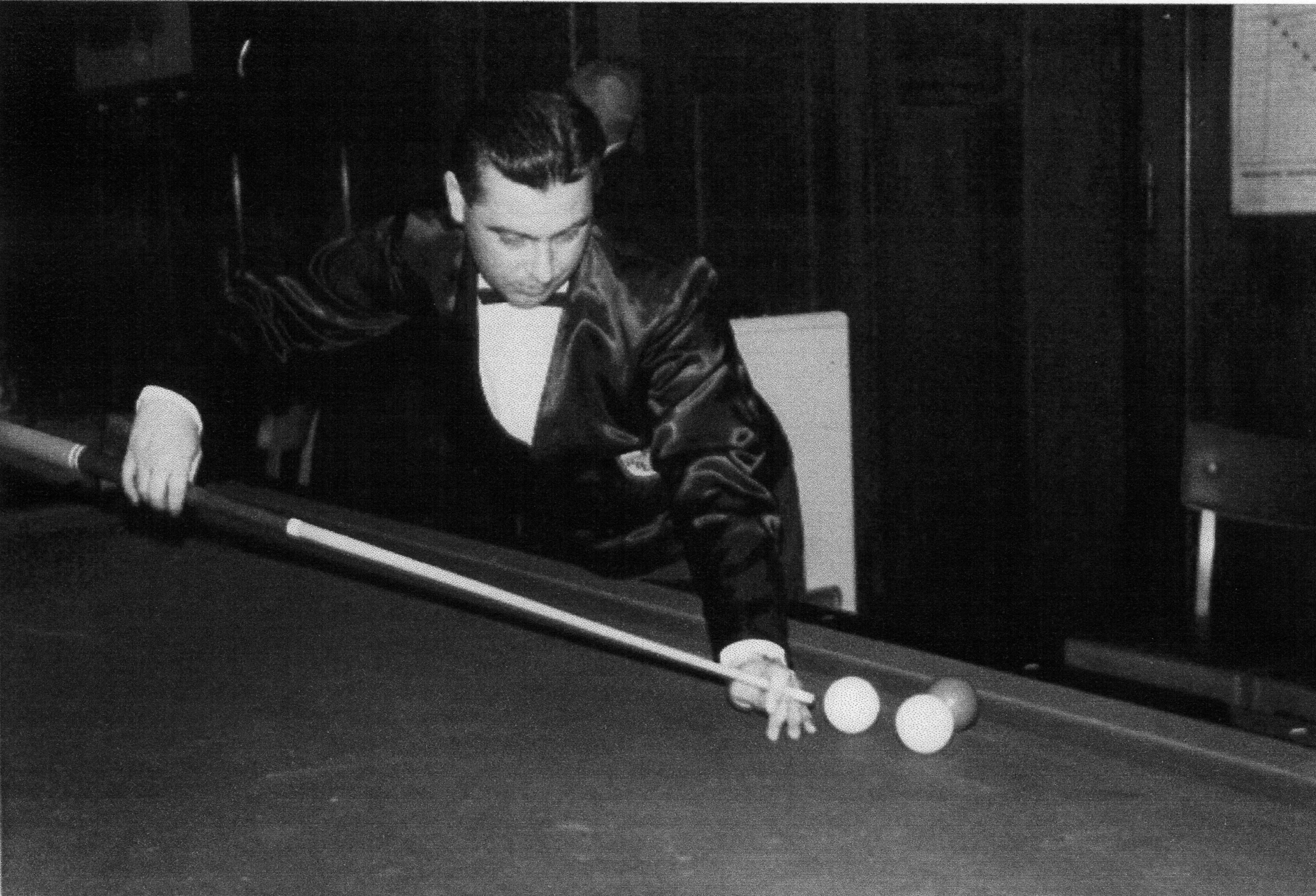
Walter Weichbrodt Anfang der 1960er Jahre
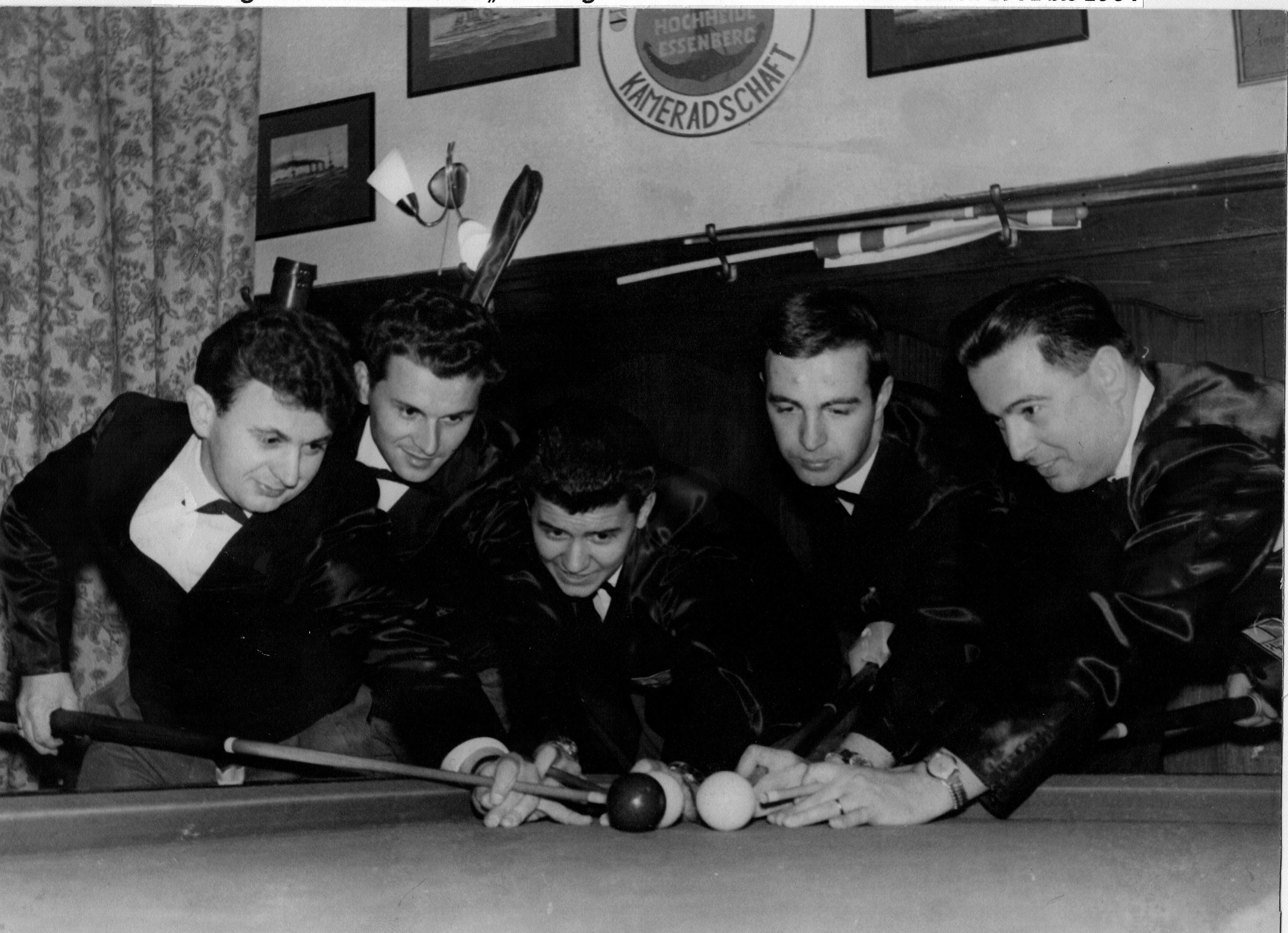
Meistermannschaft von links Ewald Kajan, Günter Jankowiak, Dietmar Koch, Harald Karrenberg, Walter Weichbrodt
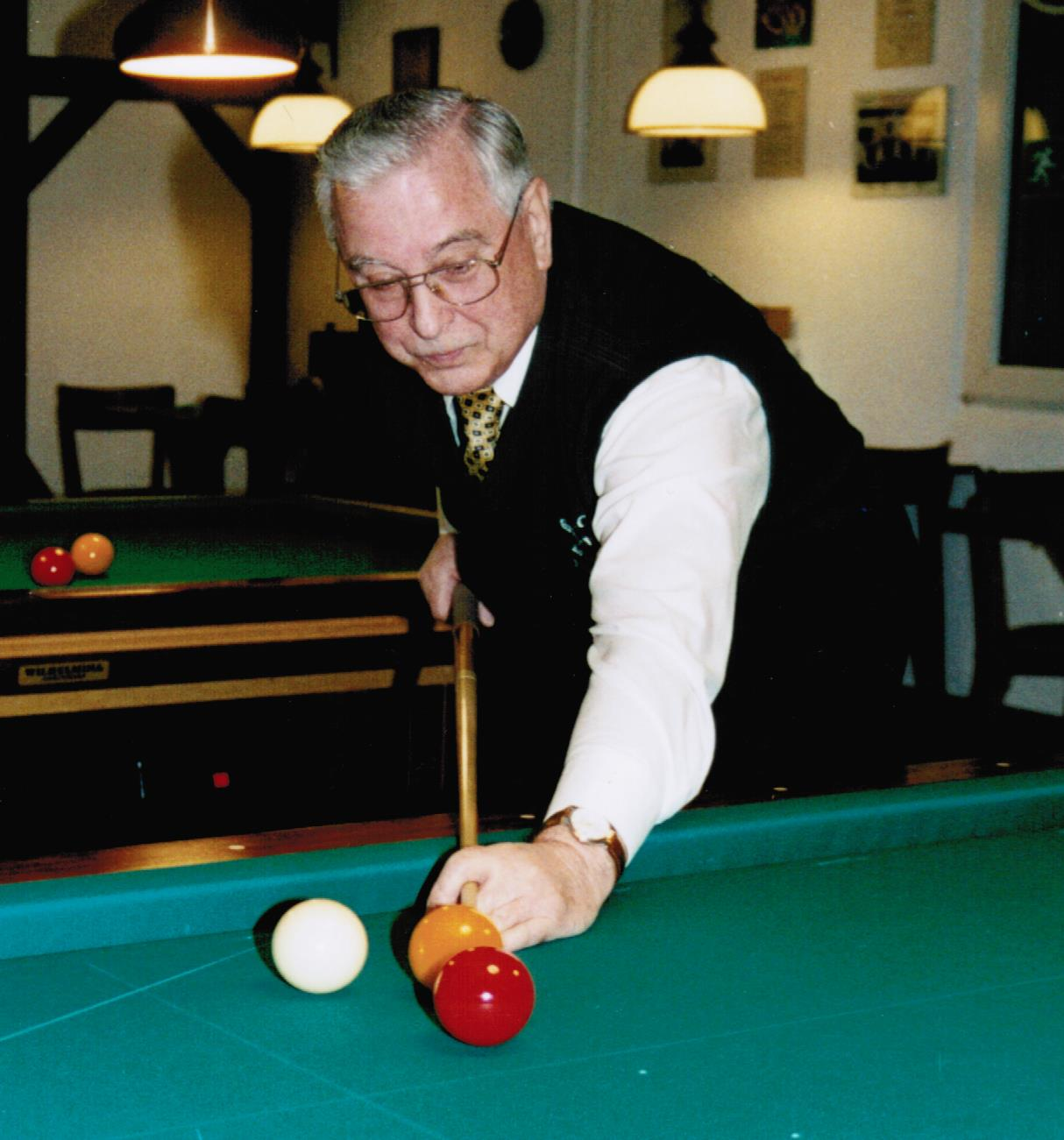
Walter Weichbrodt Ende der Neunziger Jahre
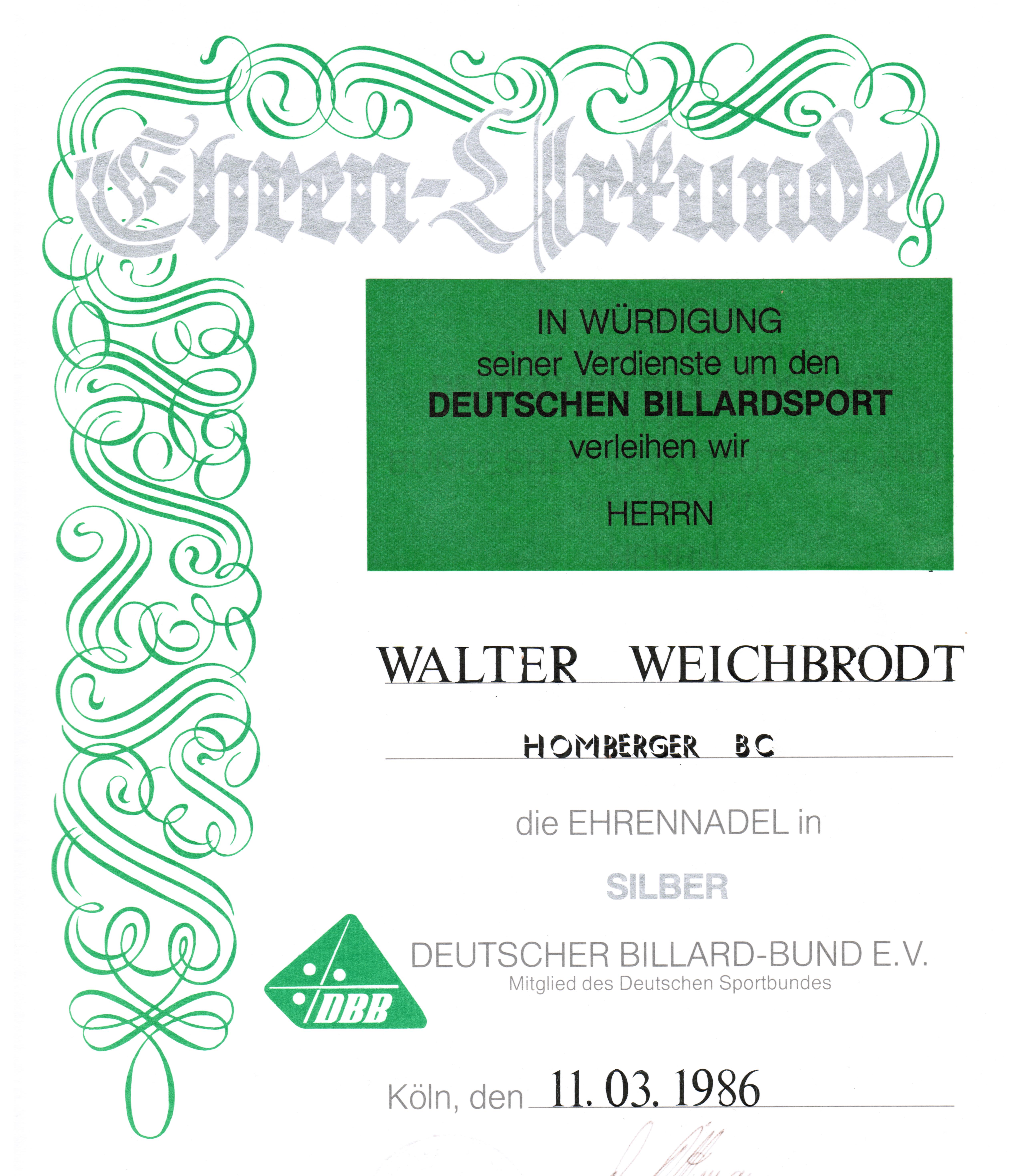
Ehren-Urkunde zur Ehrennadel in Silber 1986
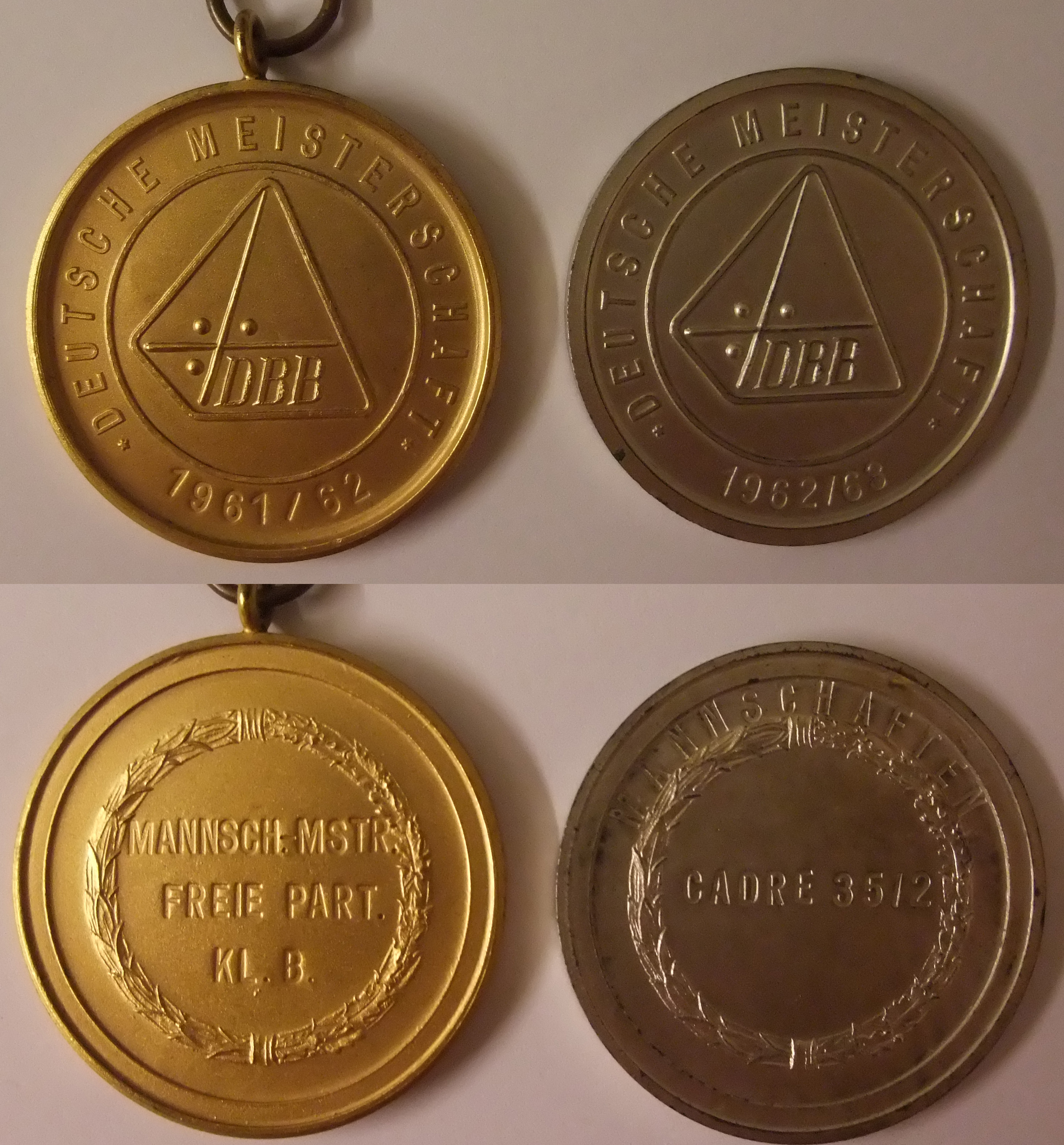
Medaillen zur Meisterschaft 1962 und 1963
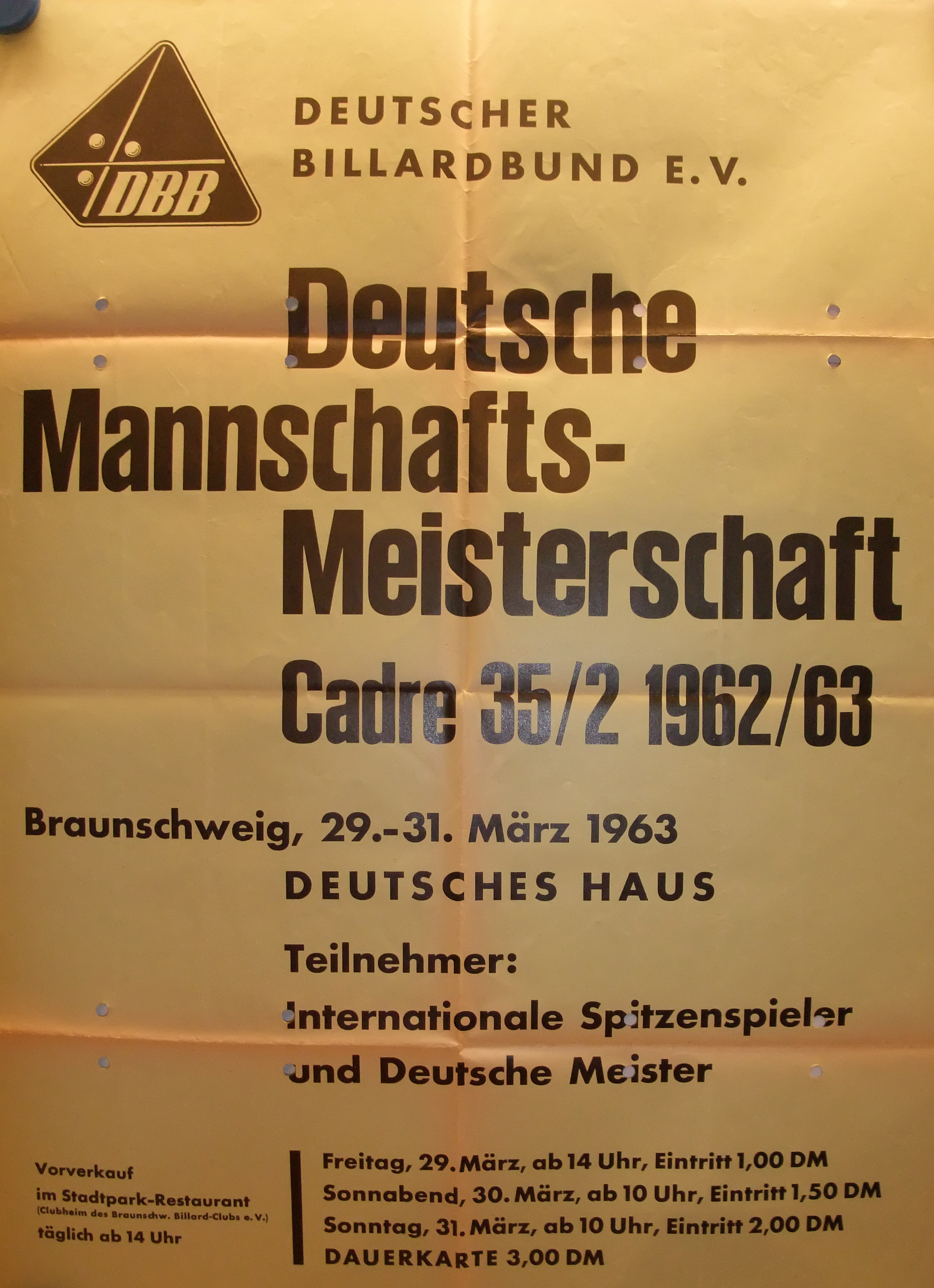
Plakat zur deutschen Meisterschaft 1963 in Braunschweig
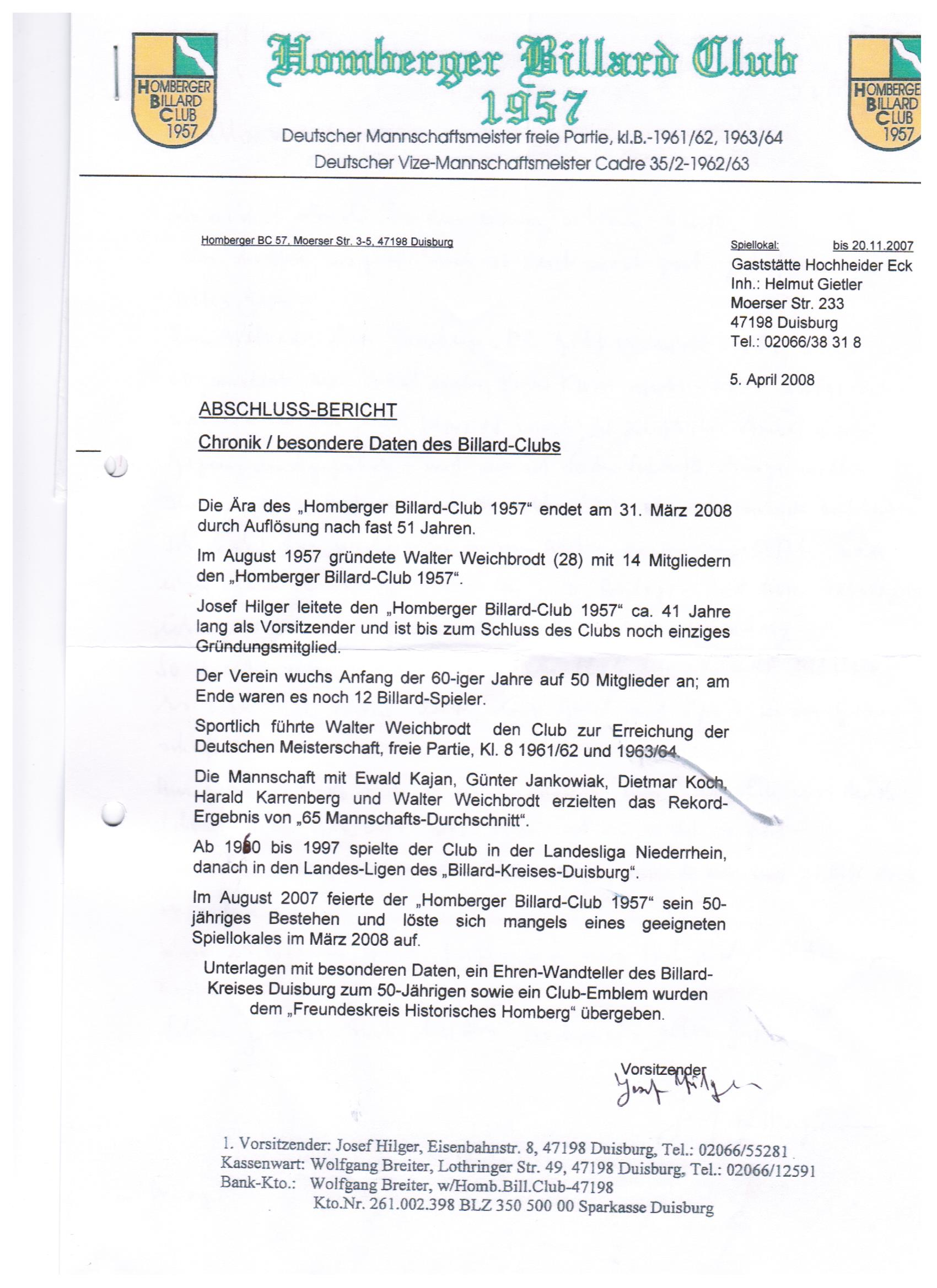
Auflösungsbenachrichtigung des Homberger BC mit kurzer Chronik
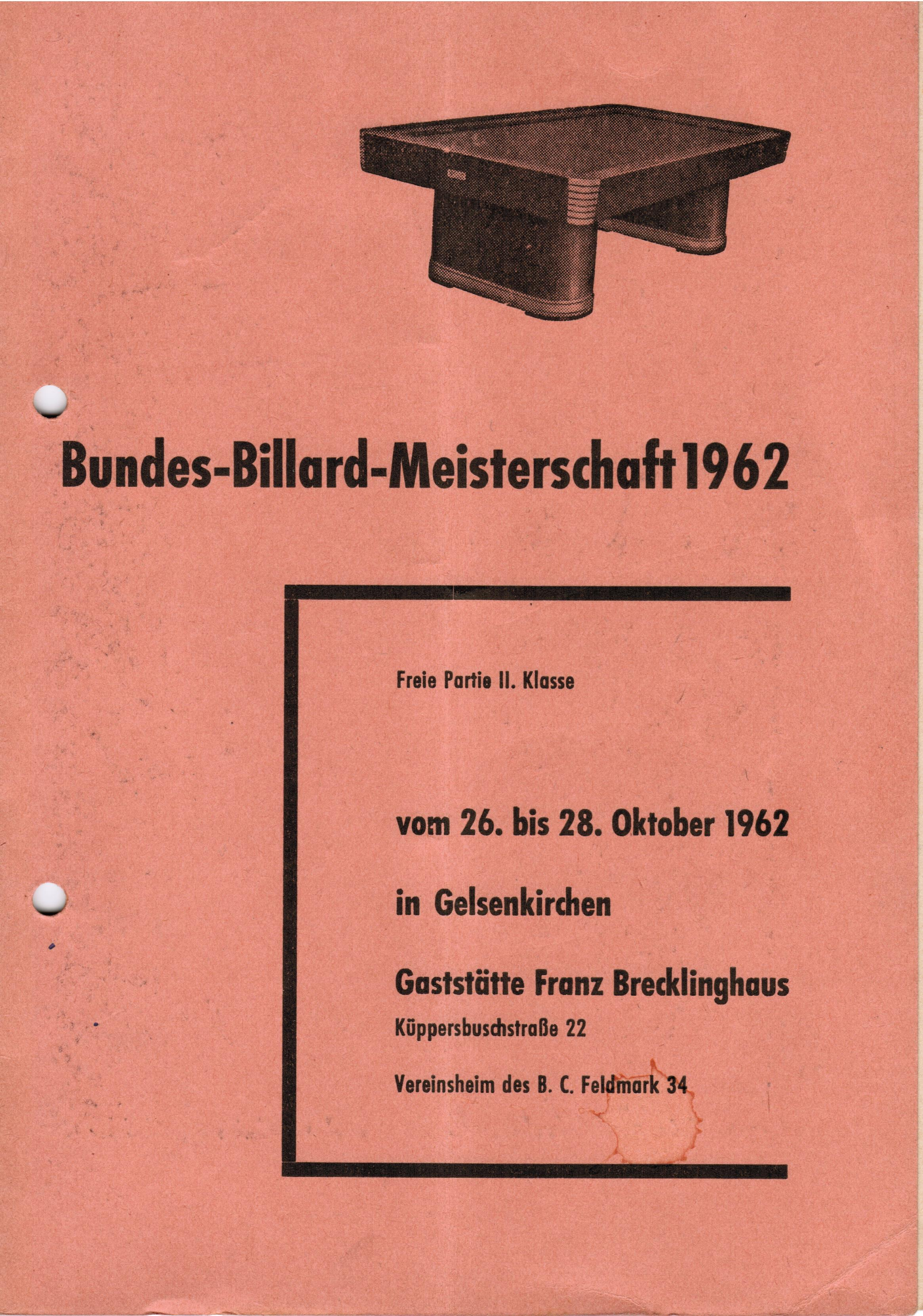
Deckblatt des Prospekts zur deutschen Meisterschaft 1962 in Gelsenkirchen
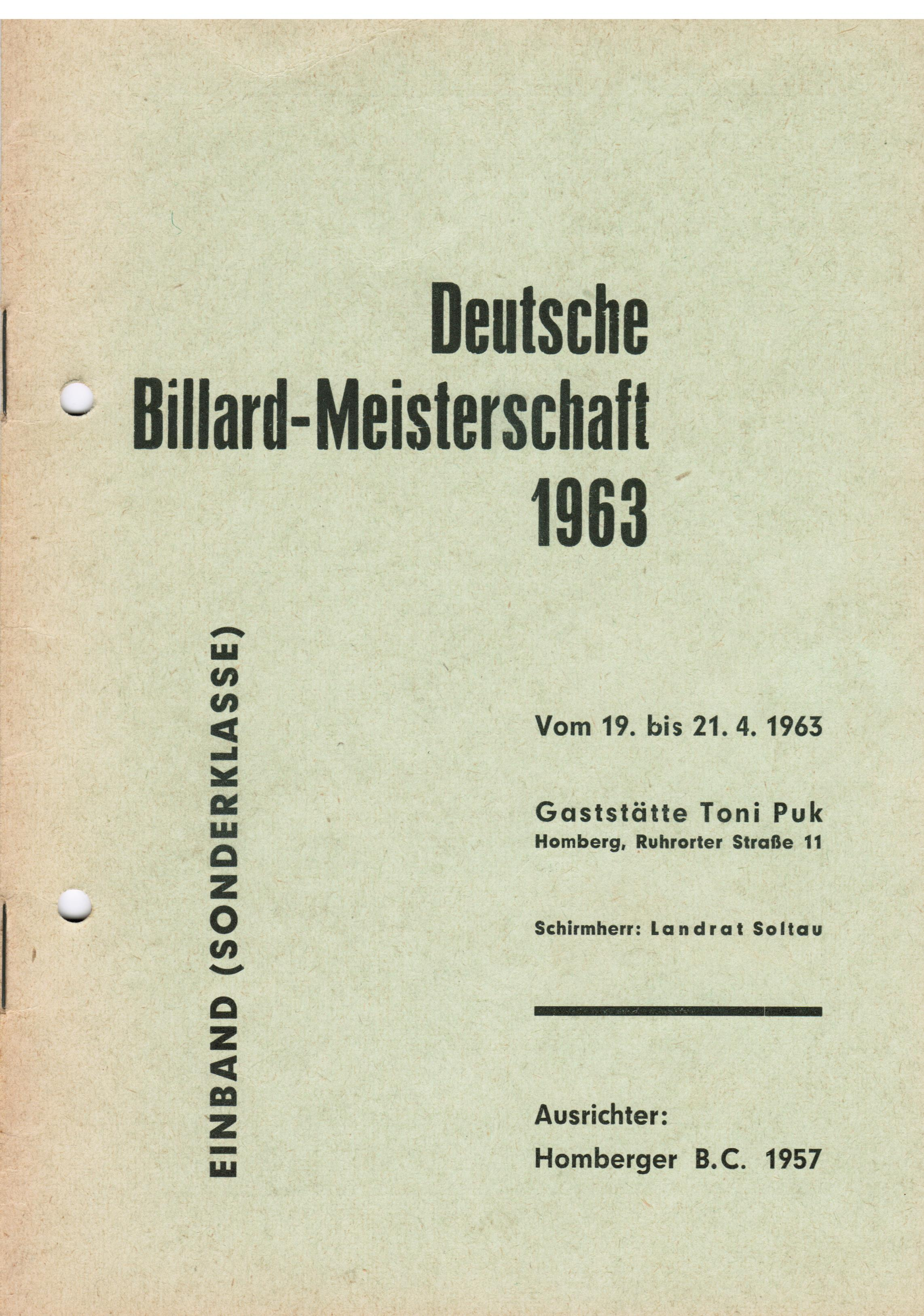
Deckblatt des Prospekts zur deutschen Meisterschaft 1963 in Homberg
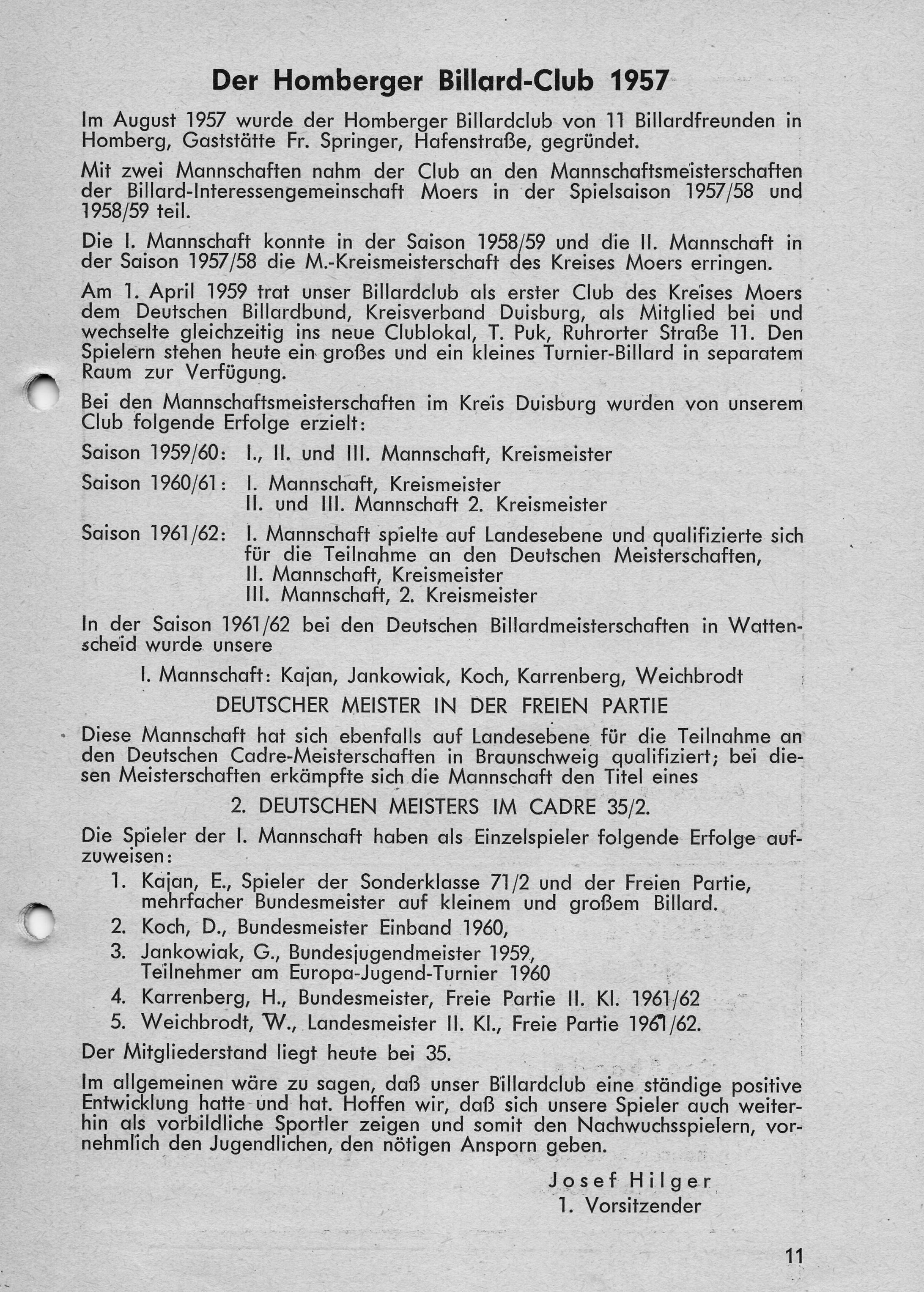
Seite 11 des Prospekts zur deutschen Meisterschaft 1963 in Homberg, Hinweise auf die Vorjahreserfolge
- Billard Zeitung von 1962 zur deutschen Mannschaftsmeisterschaft Freie Partie in Wattenscheid
- Billard Zeitung von 1963 zur Mannschaftsmeisterschaft im Cadre 35/2 in Braunschweig
- Billard Zeitung von 1964 zur deutschen Mannschaftsmeisterschaft in Essen-Steele

## Erfolge
- Deutsche Meisterschaften (Turnierbillard) (Freie Partie – Mannschaft): Sieger 1962, 1964.[1][2]
- Deutsche Meisterschaften (Turnierbillard) (Cadre 35/2 – Mannschaft): Zweiter 1963.[3]